# Zelica albidula
Zelica albidula är en fjärilsart som beskrevs av Paul Dognin 1924. Zelica albidula ingår i släktet Zelica och familjen tandspinnare. Inga underarter finns listade i Catalogue of Life.